# 천황배

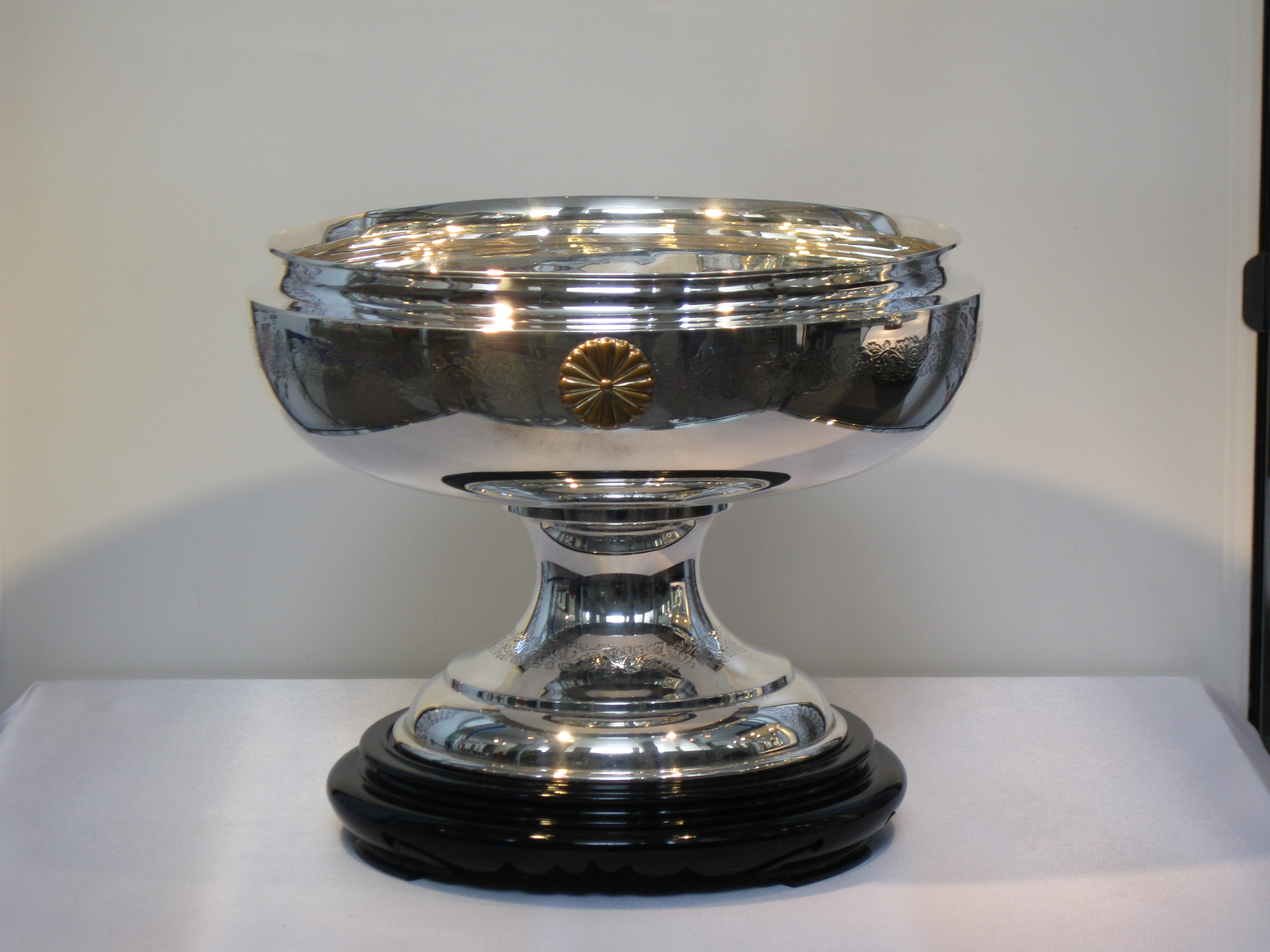
일본 축구 협회의 천황배

천황배(일본어: 天皇杯 덴노하이[*])는 일본에서 각종 경기에서 우승한 자에 대하여 수여되는 트로피이다. 또한 그 트로피가 수여되는 대회명을 뜻하기도 한다.

## 대회 목록
- 천황배 JFA 전일본 축구선수권대회
- 천황배 도쿄 6대학 야구 리그